# Церковь Димитрия Ростовского (Сальск)
Храм Святителя Димитрия Ростовского ― культовое сооружение Русской Православной Церкви, расположенное в городе Сальске, Ростовской области (г. Сальск, ул. Крымского, 25А). Относится к Волгодонской епархии Донской митрополии Московского патриархата. Построен в 2010 году.

## История
В 2006 году руководством епархии было принято решение о начале строительства нового храма в Сальске на свободной площади в районе пересечения улиц Шкирятова и Крымского. Строительство стало возможным благодаря пожертвованиям местных жителей, которые вместе собрали около 40 млн рублей.
Храм был заложен в том же году 7-го июля: архиепископ Ростовский и Новочеркасский Пантелеимон отслужил молебен на месте строительства, а в его основание был заложен первый камень. Первое богослужение в недостроенном храме было проведено 21 сентября 2008 года на праздник Рождества Пресвятой Богородицы. В июне 2009 года на Храме были установлены купола.
Последние основные работы по возведению храма были завершены в 2010 году: на Пасху были установлены и освящены 5 куполов храма и 1 купол колокольни, а летом были завершены внутренние и отделочные работы, были обустроена трапезная и воскресная школа, библиотека.
7 ноября 2010 года построенный Храм был освящён архиепископом Ростовским и Новочеркасским Пантелеимоном.